# Pedostrangalia nobilis
Pedostrangalia nobilis là một loài bọ cánh cứng trong họ Cerambycidae.